# Sort-en-Chalosse
Sort-en-Chalosse é uma comuna francesa na região administrativa da Nova Aquitânia, no departamento Landes. Estende-se por uma área de 15,47 km². Em 2010 a comuna tinha 952 habitantes (densidade: 61,5 hab./km²).